# Carl Lund (teaterledare)
Carl Ludvig Lund, född 2 februari 1859 i Maria Magdalena församling i Stockholm, död 27 mars 1893 i Hedvig Eleonora, var en svensk skådespelare och teaterledare.
Lund var engagerad hos Ottilia Littmarck, hos Knut Tivander (Tivoliteatern i Kristiania) 1880–1884, vid Nya teatern i Göteborg 1884–1885, hos Carl Nyman 1885–1886, styresman för Folkteatern i Stockholm 1887–1888, engagerad vid Södra teatern där 1888–1889 och direktör för Folkteatern 1889–1893. Av hans roller kan nämnas Coupeau i Fällan, Boisjoli i Boisjolis bröllopsäventyr, Knut Kolare i Döden fadder, Hillman i Läkaren, Lasse i Nerkingarne och Brierly i En frigiven fånge.
Han var gift med Fanny Strömberg. Sonen Oscar Lund emigrerade år 1900 till USA och blev där stumfilmsregissör.